# Bélingou
Bélingou est un village du Cameroun, situé dans la région de l'Est et dans le département de la Kadey. Il est localisé dans la commune de Ndelele sur la route de Kobi à Kagnol II et à Batouri.

## Population
Bélingou fait partie du canton Kaka Mbessembo. En 1965, 88 habitants sont recensés à Bélingou principalement des kaka.